# Dryádka

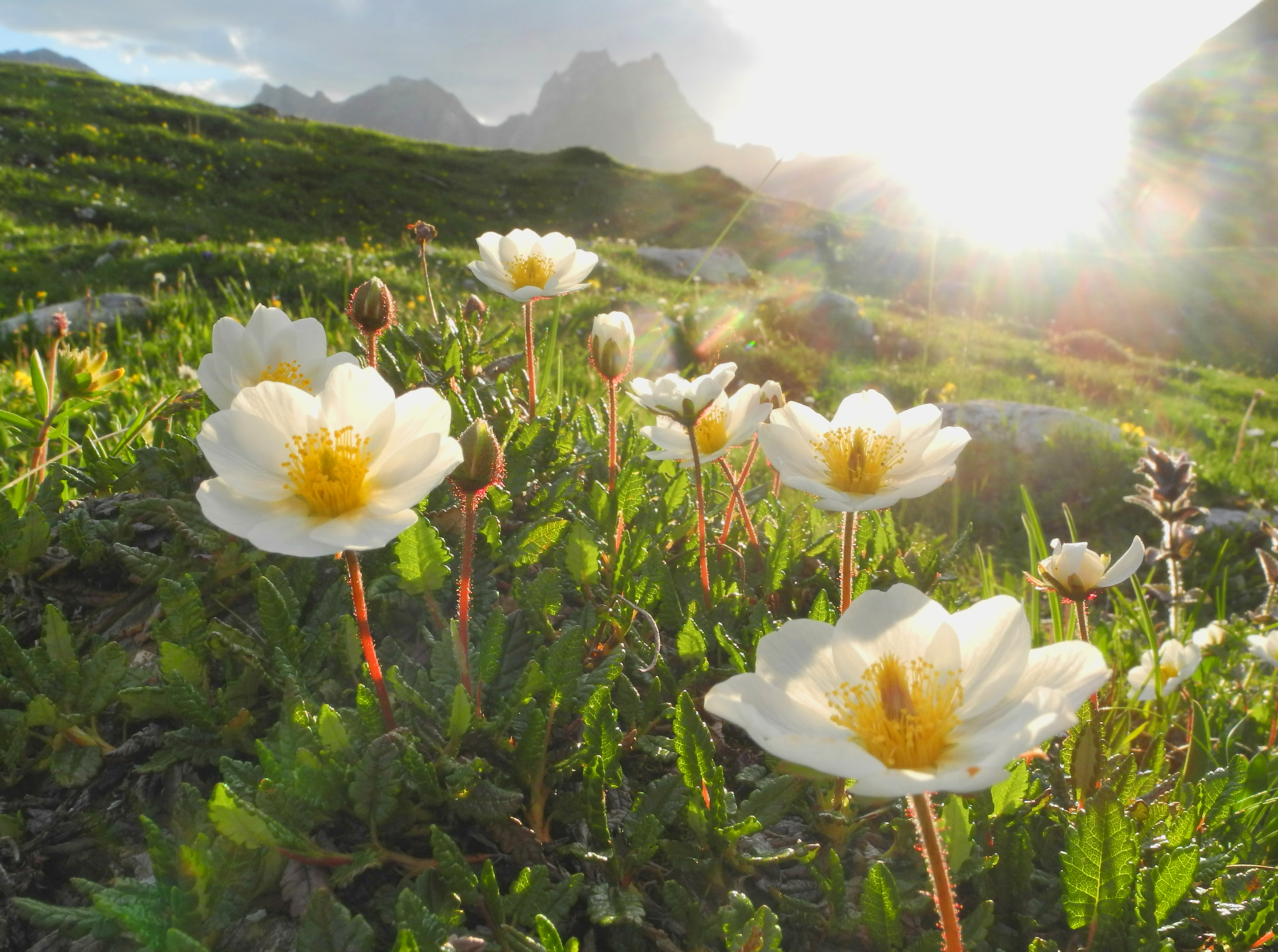
Dryádka osmiplátečná v bavorských Alpách

Dryádka (Dryas) je rod rostlin z čeledi růžovité (Rosaceae). Jsou to nízké, stálezelené keříky s poměrně velkými, bílými nebo řidčeji žlutými květy a jednoduchými listy. Rod zahrnuje asi 9 druhů a je rozšířen v mírném pásu severní polokoule včetně arktických oblastí. V Evropě roste jediný druh, dryádka osmiplátečná, rozšířená v evropských pohořích a severských oblastech. V České republice se nevyskytuje, roste ale na Slovensku a v Alpách. Dryádky jsou pěstovány jako skalničky.

## Popis
Dryádky jsou nízké, poléhavé, stálezelené keříky. Listy jsou střídavé, řapíkaté, jednoduché, celokrajné, vroubkované nebo členěné, někdy s podvinutým okrajem, s vytrvalými palisty.
Květy jsou pravidelné, o průměru 13 až 29 mm, s miskovitou češulí a osmi až desetičetným kalichem a korunou. Koruna je bílá, smetanová nebo řidčeji žlutá (dryádka Drummondova). Tyčinek je velký počet (asi 50 až 130), jsou uspořádané ve dvou řadách a kratší než korunní lístky. Gyneceum je složeno z mnoha (60 až 150) volných, přisedlých plodolistů s postranní bliznou.
Plodem je souplodí nažek. Nažky mají na vrcholu prodlouženou, vytrvalou, pérovitou čnělku které zajišťuje šíření plodů větrem.

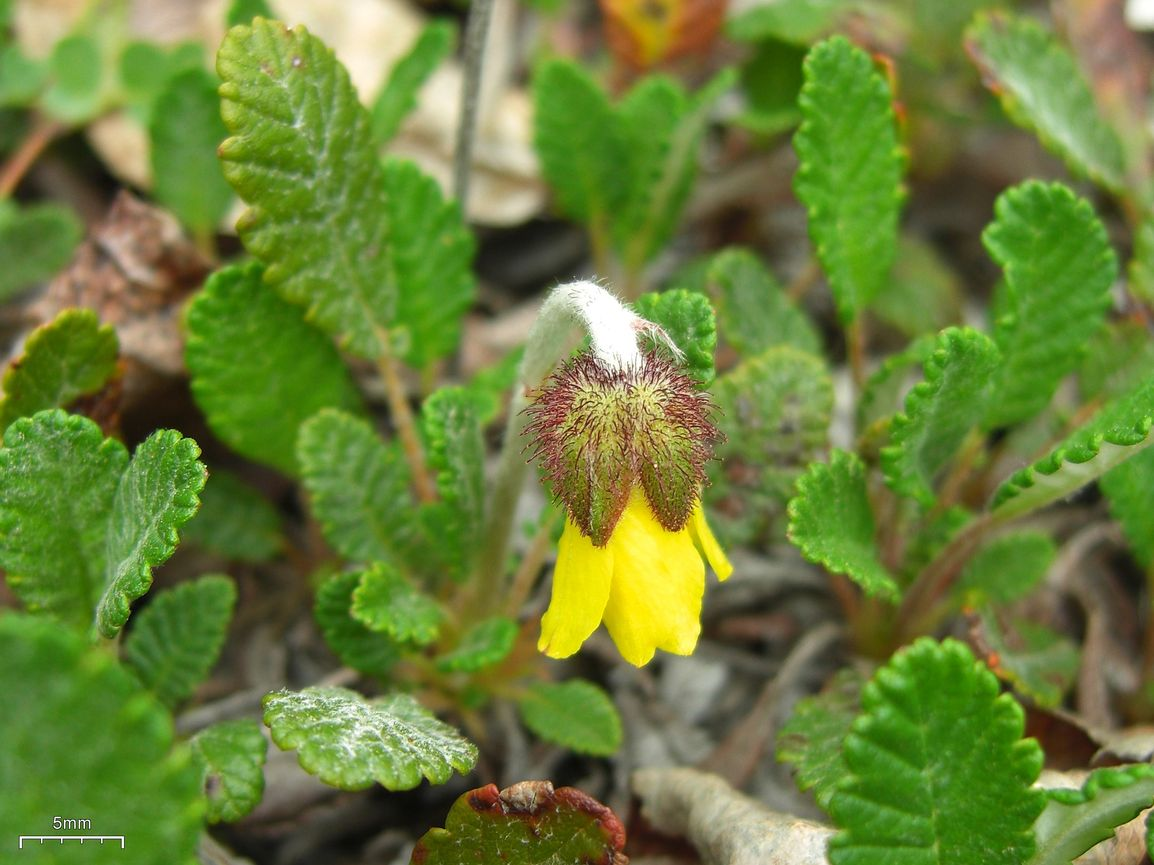
Žlutokvětá dryádka Drummondova
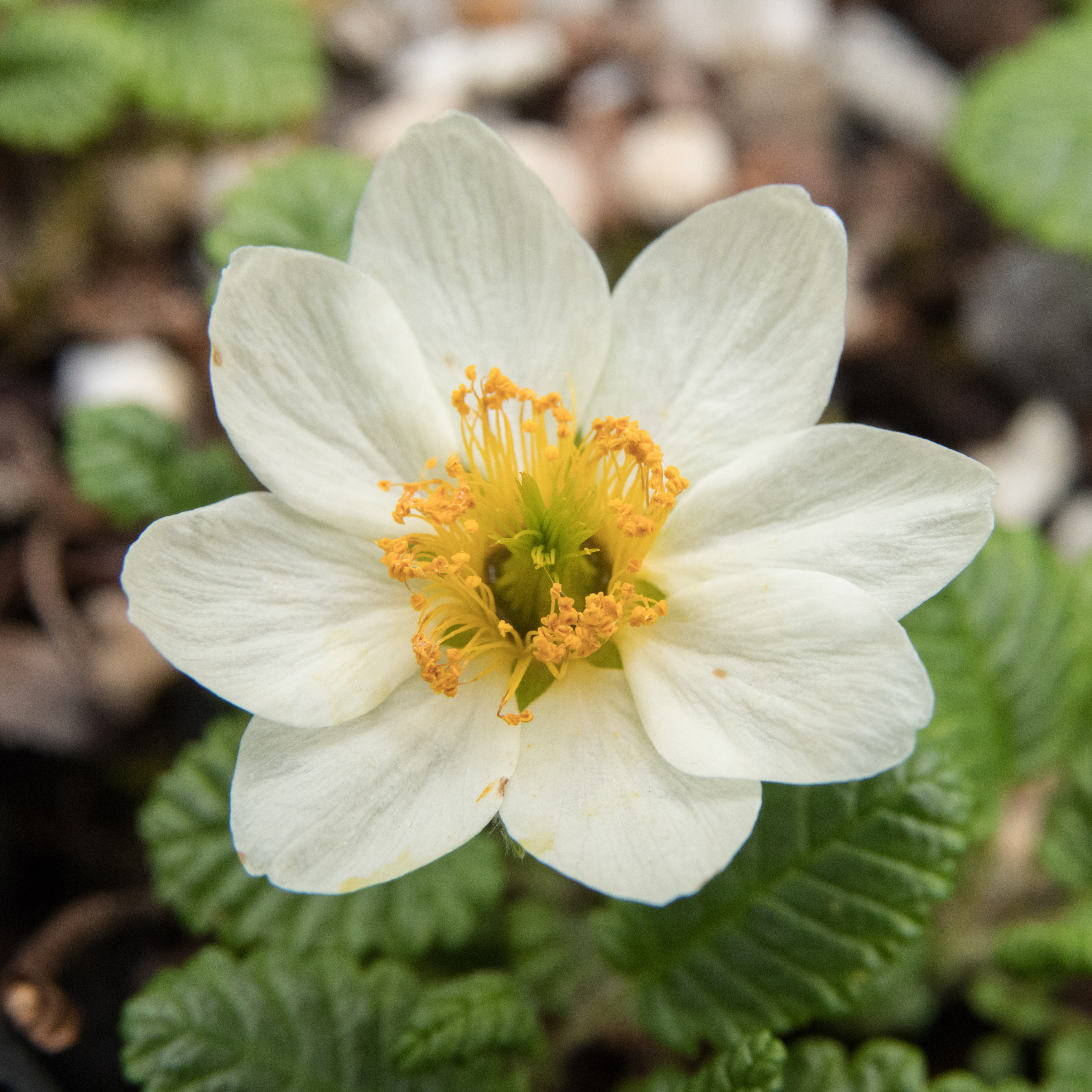
Květ Dryas ajanensis
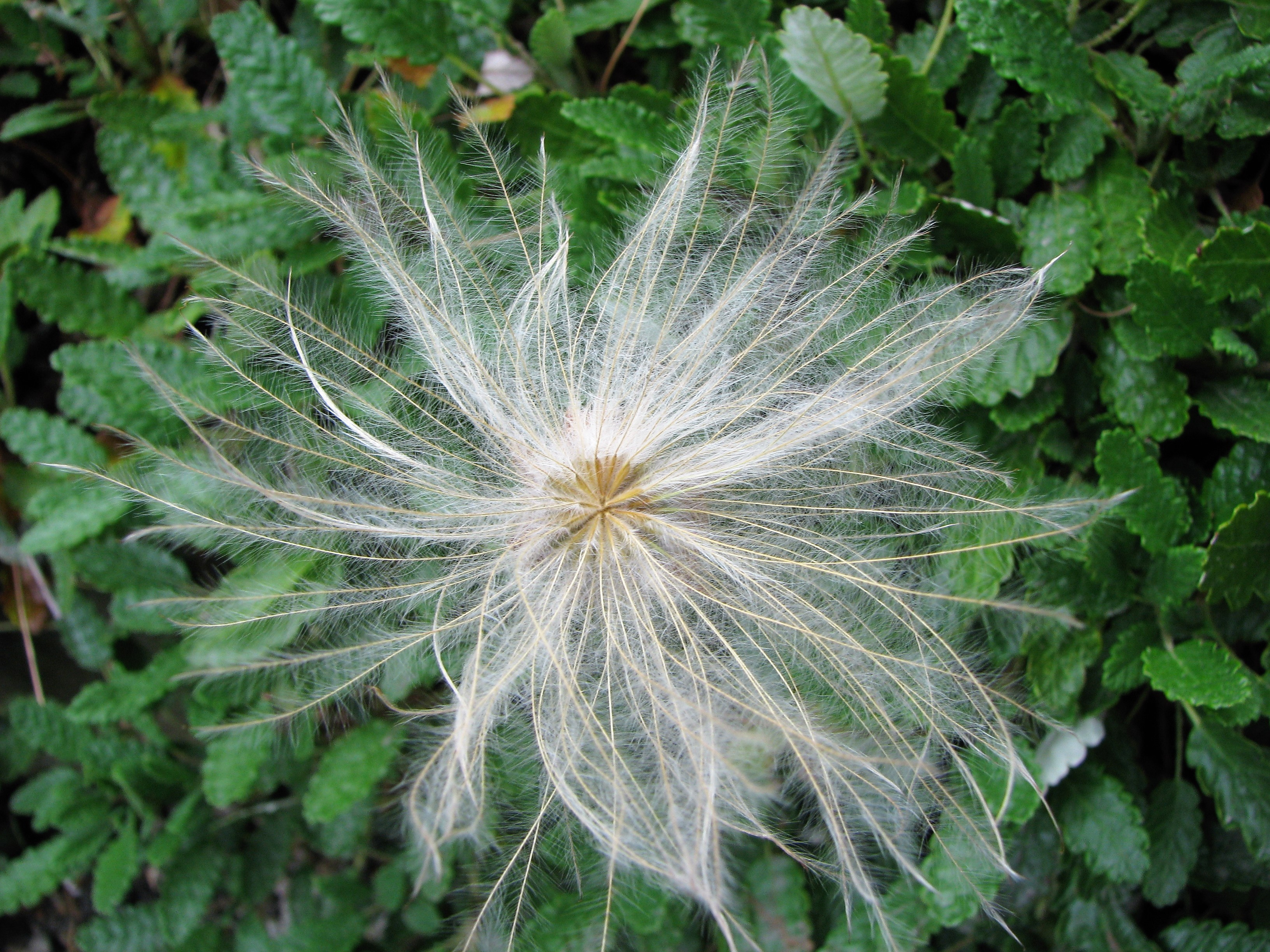
Plodenství dryádky osmiplátečné

## Rozšíření
Rod dryádka je rozšířen v mírném pásu severní polokoule. Počet udávaných druhů se v různých zdrojích liší v závislosti na taxonomickém pojetí a pohybuje se od 3 až do 15. Nejčastěji je udáváno 9 nebo 10 druhů. Dryádky se vyskytují v (sub)arktických severských oblastech a v alpínském stupni hor. V Evropě roste jediný druh, dryádka osmiplátečná, rozšířený v horských a severských oblastech. V České republice se nevyskytuje, roste ale na Slovensku a v Alpách.
V Severní Americe se dryádky vyskytují v Kanadě, Grónsku a na severozápadě USA na jih po Utah a Colorado. V Asii zahrnuje areál rozšíření rodu celou Sibiř a Ruský Dálný východ, na jih sahá po Japonsko, Koreu, Tibet a Střední Asii. Izolovaný areál je na Kavkaze.

## Ekologie
Květy jsou opylovány zejména hmyzem, v menší míře se na něm podílí i přenos pylu větrem nebo samoopylení. V Grónsku byly jako převažující opylovači zjištěny mouchy, konkrétně druhy Spilogona sanctipauli a Drymeia segnis. Plody se šíří větrem.
Dryádky jsou živnými rostlinami housenek perleťovců rodu Boloria (B. alberta, B. freija, B. frigga, B. natazhati, B. polaris, B. titania) a některých můr.
Dryádky jsou poměrně dlouhověké rostliny, jejichž stáří může dosáhnout i 100 let. Vykvétají brzy po sejití sněhu a do měsíce většina jedinců odkvétá.

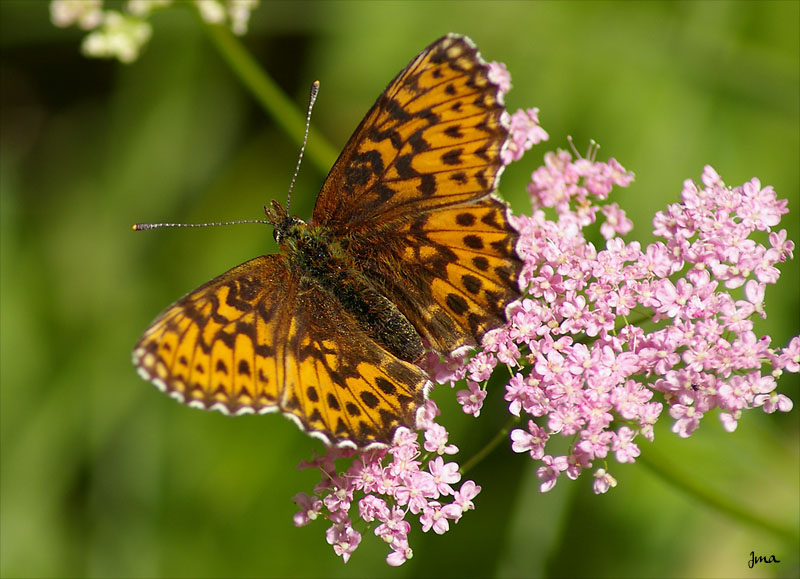
Perleťovec rdesnový (Clossiana titania)

## Taxonomie
Rod Dryas je v rámci čeledi Rosaceae řazen do podčeledi Dryadoideae, která zahrnuje jediný tribus, Dryadeae. Podle výsledků fylogenetických studií tento tribus představuje bazální větev celé čeledi Rosaceae. Mimo rodu Dryas do něj patří ještě rody Cercocarpus (12 druhů v Severní Americe), Chamaebatia (2 druhy v Kalifornii a sz. Mexiku) a Purshia (7 druhů na západě Severní Ameriky).

## Zástupci
- dryádka Drummondova (Dryas drummondii)
- dryádka osmiplátečná (Dryas octopetala)
- dryádka Sündermannova (Dryas × suendermannii)[8]

## Význam a pěstování
Dryádky jsou pěstovány jako skalničky. Jejich pěstování je poměrně snadné a ve vhodných podmínkách utvoří pohledný koberec sytě zelených listů. Vyhovuje jim slunné stanoviště a dobře propustná, zásaditá až neutrální půda s dostatkem vápníku. Množí se výsevem semen, dělením nebo řízkováním. Semena nejspolehlivěji klíčí, pokud se vysejí ihned po sklizni. K řízkování je možno použít v květnu až červnu zelené řízky, případně lze odebírat od března až do srpna odtržky s patkou hnědého dřeva. Nejčastěji je pěstována dryádka osmiplátečná, dryádka Drummondova a jejich kříženec, dryádka Sündermannova.